# Podolský potok (přítok Moravice)
Podolský potok je potok v okrese Bruntál v Moravskoslezském kraji, pravostranný přítok řeky Moravice, který odvodňuje oblast při jihovýchodním okraji pohoří Hrubý Jeseník.

## Popis toku
Potok prýští na povrch na jihovýchodním svahu Břidličné hory (1358 m n. m.), jižním směrem od Jelení studánky.
Podolský potok je horská bystřina s průzračnou chladnou vodou a kamenitým dnem. U větších kamenů vytváří proud vody Podolského potoka různě velké peřeje.
V důsledku repatriace vydry říční, která proběhla v letech 1994–2003 v Jeseníkách, se výrazně snížil výskyt, kdysi tak početných stavů, pstruha obecného potočního a jiných druhů ryb, které zde žily.
Podolský potok protéká Žďárským žlebem a u lovecké chaty Hubert do něj ústí Žlutý potok.
Dále protéká Podolský potok osadou Žďárský Potok, obcí Stará Ves a městem Rýmařov. Nedaleko severního okraje obce Velká Štáhle se vlévá do řeky Moravice.
Cestou se k němu připojuje několik přítoků. Z pravé strany Slatinný potok, Janovický potok a Novopolský potok. Levými přítoky pak jsou Stříbrný potok (Jelení studánka je jeho pramenem), Staroveský potok, Růžový potok, Mudlový potok a potok Lučina.